# دهستان منصوری
دهستان منصوری نام دهستانی در بخش حمیل شهرستان اسلام‌آباد غرب، استان کرمانشاه در ایران است. براساس سرشماری مرکز آمار ایران در سال ۱۳۸۵، جمعیت آن ۴۶۸۵ نفر (۱۰۴۶ خانوار) بوده‌است.